# Championnat de Bahreïn de football 2008-2009
Navigation
Saison précédente Saison suivante
La saison 2008-2009 du Championnat de Bahreïn de football est la cinquante-troisième édition du championnat national de première division à Bahreïn. De façon similaire à la saison 2002, cette édition rassemble l'ensemble des clubs de première et de deuxième divisions. Les dix-neuf clubs s'affrontent une seule fois au cours de la saison et seuls les dix premiers se maintiennent parmi l'élite.
C'est Al Muharraq Club, triple tenant du titre, qui remporte à nouveau la compétition, après avoir terminé en tête du classement final, avec un seul point d'avance sur Riffa Club et trois sur Al-Ahli Club. C'est le trente-et-unième titre de champion de Bahreïn de l'histoire du club.

## Les clubs participants
| - Al Muharraq Club - Riffa Club - East Riffa - Al Najma Club - Al Hadd SC - Manama Club | - Al-Shabab Club - Busaiteen Club - Al-Ahli Club - Bahrain Club - Al Ittihad Bahreïn - Al Hala SC | - Al Tadamun Buri - Promu de D2 - Essa Town FC - Promu de D2 - Al Ittifaq Daraz - Promu de D2 - Qalali FC - Promu de D2 - Budaiya Club - Promu de D2 - Setra Club - Promu de D2 - Malikiya Club - Promu de D2 |

## Compétition

### Classement
Le classement est établi sur le barème de points classique (victoire à 3 points, match nul à 1, défaite à 0).
| Rang | Équipe               | Pts | J  | G  | N | P  | Bp | Bc | Diff |
| ---- | -------------------- | --- | -- | -- | - | -- | -- | -- | ---- |
| 1    | Al Muharraq Club'T'C | 45  | 18 | 14 | 3 | 1  | 50 | 9  | +41  |
| 2    | Riffa Club           | 44  | 18 | 14 | 2 | 2  | 51 | 11 | +40  |
| 3    | Al-Ahli Club         | 42  | 18 | 13 | 3 | 2  | 34 | 9  | +25  |
| 4    | East Riffa           | 40  | 18 | 12 | 4 | 2  | 38 | 22 | +16  |
| 5    | Busaiteen Club       | 32  | 18 | 10 | 2 | 6  | 38 | 22 | +16  |
| 6    | Al Najma Club        | 31  | 18 | 9  | 4 | 5  | 29 | 19 | +10  |
| 7    | Manama Club          | 30  | 18 | 9  | 3 | 6  | 38 | 27 | +11  |
| 8    | Al-Shabab Club       | 30  | 18 | 8  | 6 | 4  | 37 | 31 | +6   |
| 9    | Malikiya ClubP       | 29  | 18 | 8  | 5 | 5  | 23 | 18 | +5   |
| 10   | Al Hala SC           | 28  | 18 | 9  | 1 | 8  | 29 | 20 | +9   |
| 11   | Al Hadd SC           | 28  | 18 | 8  | 4 | 6  | 35 | 32 | +3   |
| 12   | Setra ClubP          | 25  | 18 | 7  | 4 | 7  | 22 | 25 | -3   |
| 13   | Bahrain Club         | 22  | 18 | 5  | 7 | 6  | 26 | 21 | +5   |
| 14   | Budaiya ClubP        | 18  | 18 | 5  | 3 | 10 | 14 | 25 | -11  |
| 15   | Qalali FCP           | 12  | 18 | 3  | 3 | 12 | 19 | 40 | -21  |
| 16   | Al Ittihad Bahrain   | 10  | 18 | 2  | 4 | 12 | 16 | 41 | -25  |
| 17   | Al Ittifaq DarazP    | 8   | 18 | 2  | 2 | 14 | 12 | 43 | -31  |
| 18   | Essa Town FCP        | 5   | 18 | 1  | 2 | 15 | 11 | 54 | -43  |
| 19   | Tadamun BuriP        | 2   | 18 | 0  | 2 | 16 | 10 | 63 | -53  |

|  | Qualification pour la Coupe de l'AFC 2010 et la Coupe du golfe des clubs champions 2009-2010 |
|  | Qualification pour la Coupe du golfe des clubs champions 2009-2010                           |
|  | Participation au barrage de relégation                                                       |
|  | Relégation directe en deuxième division                                                      |
|  | T : Tenant du titre C : Vainqueur de la Coupe du Bahreïn P : Promu de D2                     |

### Matchs

#### Barrage de relégation
Les clubs de Al Hadd SC et Al Hala SC terminent à égalité de points à la 10e place, synonyme de maintien. Un barrage est organisé pour les départager et c'est Al Hala qui reste en première division après avoir gagné 1-0.

## Bilan de la saison
| Championnat de Bahreïn de football 2008-2009                        |                              |
| Champion                                                            | Al Muharraq Club (31e titre) |
| Coupes et trophées                                                  |                              |
| Vainqueur de la Coupe de Bahreïn 2008-2009                          | Al Muharraq Club             |
| Qualifications continentales                                        |                              |
| Coupe de l'AFC 2010                                                 | Riffa Club                   |
| Coupe du golfe des clubs champions 2009-2010                        | Al Muharraq Club             |
| Coupe du golfe des clubs champions 2009-2010                        | Riffa Club                   |
| Promotions et relégations                                           |                              |
| Promus en Bahraini Premier League                                   | Aucun                        |
| Relégués en Championnat de Bahreïn de football de deuxième division | 9 clubs                      |